# Cyrtocoryphes
Cyrtocoryphes is een geslacht van vliesvleugeligen uit de familie Encyrtidae. De wetenschappelijke naam van dit geslacht is voor het eerst geldig gepubliceerd in 1926 door Philip Hunter Timberlake.

## Soorten
Het geslacht Cyrtocoryphes is monotypisch en omvat slechts de volgende soort:
- Cyrtocoryphes viridiceps Timberlake, 1926